# Religionsfænomenologi
Religionsfænomenologi er en disciplin indenfor religionshistorie, som med en systematisk og analytisk tilgang prøver at beskrive og klassificere religiøse fænomener, på tværs af religioner.